# Vitbröstad nigrita
Vitbröstad nigrita (Nigrita fusconotus) är en fågel i familjen astrilder inom ordningen tättingar.

## Utseende och läte
Vitbröstad nigrita är en udda liten nigrita med ljus undersida, svart hjässa och brun rygg. Den har två sångvarianter, dels en stigande och fallande serie med sorgsamma visslingar, dels en utdragen fallande serie med ljusa torner.

## Utbredning och systematik
Vitbröstad nigrita delas in i två underarter:
- Nigrita fusconotus fusconotus – förekommer från sydöstra Nigeria till Kamerun, Gabon, Angola och västra Kenya. Den förekommer även på ön Bioko
- Nigrita fusconotus uropygialis – förekommer från sydöstra Guinea och Liberia (Nimba) till södra Ghana och sydvästra Nigeria

## Levnadssätt
Vitbröstad nigrita hittas i och kring fuktiga skogar på låg och medelhög höjd. Den ses vanligen i par eller smågrupper i trädtaket.

## Namn
2015 ändrades namnet från vitbröstad negerfink till vitbröstad nigrita.

## Status
Arten har ett stort utbredningsområde och beståndet anses vara stabilt. Internationella naturvårdsunionen IUCN listar den därför som livskraftig (LC).